# Бенераф
Бенераф или эдвас (Beneraf, Boneraf, Bonerif, Edwas) — папуасский язык, на котором говорят в деревне Бенераф и части деревни Ненке на территории северного побережья восточного устья реки Тор, а также в районе Пантай-Тимур округа Сарми провинции Западная Новая Гвинея в Индонезии. Дети также говорят на креольском папуасско-малайском языке. Родственен языку Берик.